# Anethoporus gracilis
Anethoporus gracilis är en mångfotingart som först beskrevs av Karl Wilhelm Verhoeff 1941.  Anethoporus gracilis ingår i släktet Anethoporus och familjen Spirostreptidae. Inga underarter finns listade i Catalogue of Life.